# Дезидерије
Дезидерије (фр. Didier, итал. Desiderioin; 28. децембар 756 – 6. јуни 774), је био последњи краљ Лангобарда, који је углавном познат због своје везе са Карлом Великим, који се оженио његовом кћерком и освојио његово краљевство.
Дезидерије је на почетку био краљев официр. Краљ Аистулф га је учинио војводом Истре и Тоскане, а постао је крља након Аусталфове смрти 756. У то време, Аистулфов претходник је прекинуо свој живот у манастиру Монте Касино и покушао је да поврати краљевство. Да би успоставио своју власт, Дезидерије је позвао је у помоћ папу Стефана II и франачког краља Пипина. Нарочито је намеравао да води мирнодопске односе са кућом Каролинга. Тада је у франачкој држави опредељење према Лангобардима било двојако. После помоћи папе и франачког двора, Рахис је морао по други пут да напусти трон, да би се 28. децембра Дезидерије крунисао новим, уједно и последњим краљем Лангобарда.
Папу Стефана је наследио папа Павле I након чега је Дезидерије прекршио обећање које је дао ранијем папи и франачком краљу и покренуо своју војску према Пантаполису и Споленту, а поред тога, под оптужбом да су му околне војводе нелојалне, напао и њих и завладао војводством Беневента и Сполента.
Папа Јован му је писао да води рачуна о папским градовима после чега је Дезидерије одлучио да објави документ којима поменуте градове поново ставља под папски протекторат и да ће штитити те градове као краљ Лангобарда.
Ситуација се за Дезидерија драстично погоршала 768. године када је краљ Пипин умро, остављајући престо својим синовима Карлу и Карломану, чија је мајка Бертрада водила мирољубиву политику према Лангобардима. Тада је Дезидерије кренуо да династичким везама учврсти своју власт. Своју другу ћерку Дезидерату је дао Карлу Великом за жену 770. године. Такође је учврстио и своју залеђину у краљевству удајом своје прве кћерке Аделперге за војводу Беневента Тасила коме је овај посед дао у мираз. 
Након смрти Карломана 771. године. Карло Велики је лишио престола Карломанову жену и децу. Они су одмах отишли краљу Дезидерију и тражили да некако утиче на њихов повратак и деобу трона. Карло Велики се затим потпуно окренуо против Лангобарда. Развео се од Дезидерате и послао је лично краљу Дезидерију. То је утицало да се лангобардско-франачки односи доста заоштре.
Додатну компликацију је чинило и устоличење новог папе Хадријана I 1. фебруара 772. године у Риму. Он је у сваком погледу био противан потписаним споразумима претходних папа са краљевима Лангобарда. То је навело Дезидерија на нова непријатељства према Светој Столици. За кратко време је окупирао Фенцу, Ферару, Комачу и проваљивао на изоловане територије под влашћу Рима и Равене.
Папа Хадријан се пожалио франачком краљу Карлу Великом и молио га за нови поход против Лангобарда.
И Карло Велики је био вољан за акцију како због додворавања папству, тако и због ширења границе своје државе.
Дезидерије више није могао да покрене никакве политичке игре, јер је Карло са огромном војском кренуо преко северних Алпа 773. у унутрашњост Лангобардске државе. Децембра 773. му се предао град Суза са целокупном својом посадом. Један од племића из града је побегао у Павију где је реферисао Дезидерију о Карловој војни. Када га је краљ упитао да ли Карло долази са великом војском, овај му је одговорио да му то није намера већ само да он испоштује оно што је потписао. Ову лукаву Карлову игру је Дезидерије брзо прозрео и наредио је хитно утврђивање Павије. Око града су подигнути огромни зидови, а посада је распоређена дуж градских зидина у великом броју.
Карло Велики је са својим војницима започео опсаду тврђаве Павија 6. децембра 773. Становници града се нису одазвали Карловом позиву за предају, а сам Дезидерије се утврдио у замку покрај града и командовао одбраном града. Док је вршио опсаду Павије, Карло је заузео и Фриули где га је дочекао епископ града и молио га за милост. Неколико пута је одлазио и у Рим где га је папа Хадријан прихватао са великим почастима.
Због нестанка хране и воде, одбрана Павије је почела да попушта. Након деветомесечне опсаде, Дезидерије је изашао из замка и отворио широм капије града, а затим се са својом војском предао 9. јуна 774. Истог дана је збачен са престола, везан и послат у франачко заробљеништво где је и умро највероватније 776. године. Следећег дана у град је стигао Карло Велики и прогласио се за краља Франака и Лангобарда, да би затим Дезидеријеву гвоздену круну ставио себи на главу. Затим је вратио Светој столици градове који су Лангобарди освојили.
Након Карловог одласка из Италије, Дезидеријев син Алдагиз је подигао устанак у провинцији Фурландији. То је условило нову интервенцију Карла, после које је краљевину Лангобарда предао своме сину Пипину, а ускоро му се и Војводство Беневент поклонило.